# استخلاص المعلومات
عملية استخلاص المعلومات أو الإستجواب، هي عملية تلقي تفسير أو توضيح دراسة ما بعد المشاركة الكاملة.

## استخلاصالمعلوماتالعسكرية

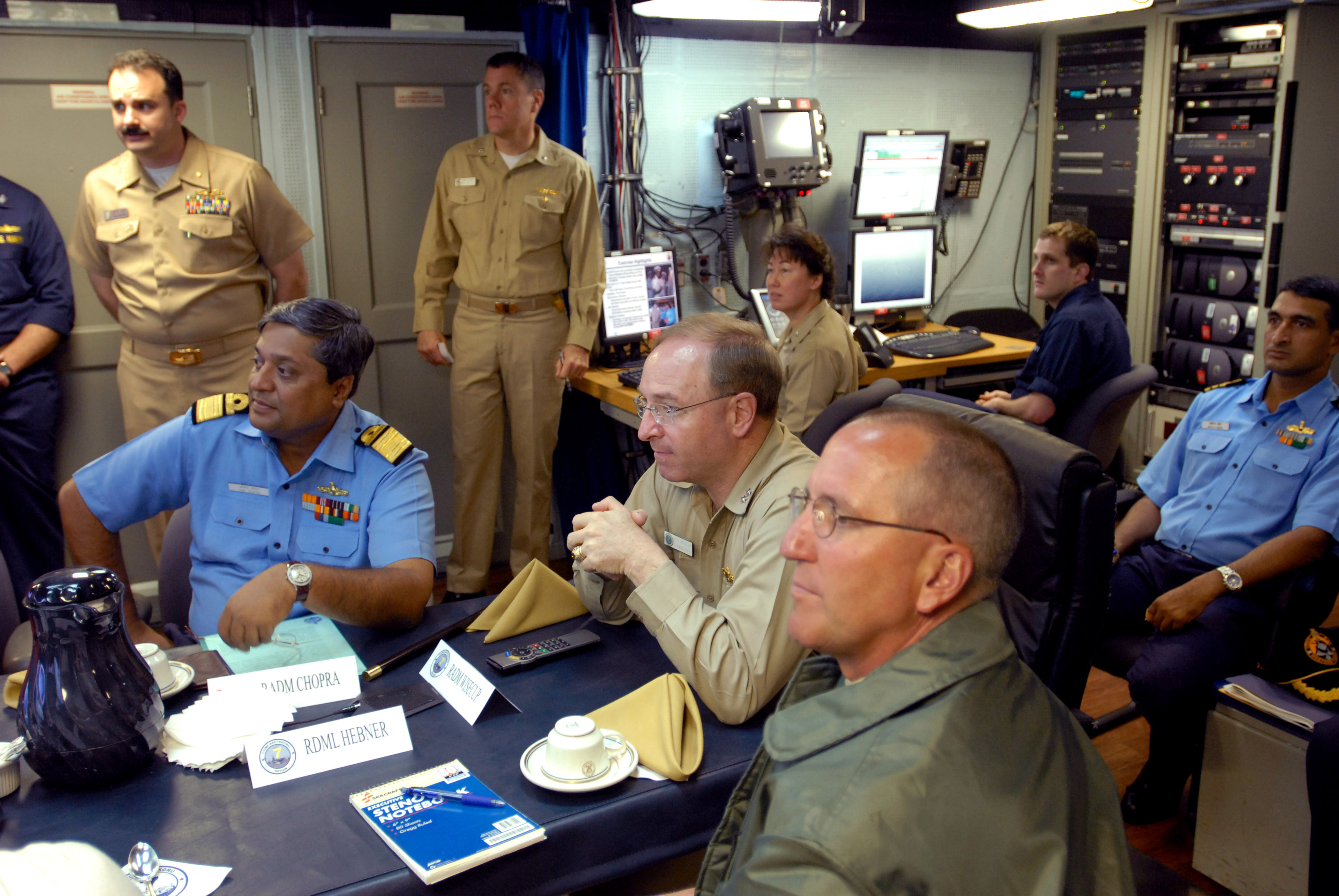
استخلاص المعلومات على متن يو اس اس رونالد ريغان (CVN-76)

نشأ استخلاص المعلومات في العسكرية، حيث استخدم هذا النوع من الإستخلاص لتلقي المعلومات من الطيار أو الجندي بعد مهمة ما ولإرشاد الفرد على المعلومات التي يمكن الكشف عنها للجمهور والمعلومات المقيدة، ويوجد أيضاً هدف آخر لإستخلاص المعلومات العسكرية وهو تقييم الفرد وإعادته للرسوم المنتظمة في أقرب وقت ممكن.

## التعلم التجريبيلإستخلاص المعلومات
اوضح المدرب والباحث التجريبي ارنستو يتلرد: «أن استخلاص المعلومات في مجال منهجية التعلم التجريبي هو عملية شبه منظمة يقوم بها الميسر، حيث يقوم بعمل نشاط معين، فيُكون سلسلة من الأسئلة التقدمية في هذه الجلسة بالتسلسل الكافي الذي يدعو المشاركين لعكس ما حدث، وإعطاء معلومات هامة بهدف هذا المشروع للمستقبل، وربط التحدي والأداء والمستقبل معا».
يمكن أن تكون جلسات استخلاص معلومات مباشرة بدون استخدام «الدعائم» أو باستخدامها كأدوات دعم، لتحقيق جلسات إنتاجية عالية، حيث أن مستوى مهارة الميسرين المحترفين ورؤاهم لكل عملية أساسية للاستفادة من الخبرات في ورش العمل التجريبية خاصة في لحظات الشغف والإلهام، فهذه اللحظات ملائمه للتعليم وقد يصبح هناك جلسات استخلاص للمعلومات في التزامات العمل.

## التدخل في الأزمات
ويستخدم مستشاري وعمال الكوارث استخلاص المعلومات كجزء من التدخل في حالات الطوارئ لمساعدة الناس الذين تعرضوا مؤخرا لخسائر ومعانات كبيرة. وتشمل هذه الحالات الأعاصير، والزلازل، واطلاق النار في المدارس وغيرها من الحالات التي تشمل الخوف، والإصابة، الانزعاج الشديد، وإتلاف الممتلكات، أو فقدان الأصدقاء والأحباء، فهدف استخلاص المعلومات هو التخفيف من اضطرابات مابعد الصدمة أو غيرها من المشاكل النفسية حيث أن استخلاص المعلومات بالتدخل في الأزمات يعرف أيضا باستخلاص المعلومات في حالات الإرهاق العصيبة.
وهذا النوع من التدخل متبع ومتكرر في عديد من البلدان، ولكن أدلة إثبات ذلك مشكوك بها، في الواقع هناك العديد من الأدلة التي تشير على أن عملية استخلاص المعلومات ليست فعالة فحسب ولكن مضرة أيضا، وُضع استخلاص معلومات الأزمات على قائمة العلاجات التي يمكن أن تسبب الأذى للعملاء في مارس 2007 في مجلة أي بي اس، وجهات نظر حول علم النفس.

## البحوث النفسية
واستخلاص المعلومات أو استخلاص المعلومات النفسي هو محادثة شبه منظمة مرة واحدة مع الفرد المُجرب للإرهاق أو الحدث المؤلم. فالغرض من استخلاص المعلومات في معظم الحالات هو الحد من أي احتمال للأذى النفسي عن طريق إبلاغ الناس عن تجاربهم أو السماح لهم بالتحدث عن ذلك.
استخلاص المعلومات في البحوث النفسية هو مقابلة قصيرة تجري بين الباحثين والمشاركين في البحث فوراً بعد مشاركتهم في تجربة علم النفس. فاستخلاص المعلومات من الاعتبارات الأخلاقيه الهامة للتأكد من أن المشاركين على علم تام بها وليس للأذى بأي شكل من الأشكال بخبراتهم في التجربة، مقابل الموافقة بالعلم، ويعتبر استخلاص المعلومات تنبيه أخلاقي أساسي في مجال البحوث التي تنطوي على البشر. وهي مهمة خاصةً في تجارب علم النفس الاجتماعي التي تستخدم الخداع. وعادة لا يستخدم استخلاص المعلومات في الاستطلاعات والدراسات الرصدية، أو أشكال أخرى من البحوث التي لا تنطوي على الخداع وأدنى المخاطر للمشاركين.
يتضمن استخلاص المعلومات مزايا منهجية ومنها قدرة الباحثين على التحقق من فعالية التلاعب، أو لتحديد المشاركين الذين تمكنوا من تخمين الفرضيات أو نقطة الخداع. فإذا تم الكشف عن البيانات بهذه الطريقة فيجب استبعاد هؤلاء المشاركين من التحليل، ويشعر العديد من علماء النفس بأن هذه الفوائد تبرر ركيزة المتابعة التجريبية حتى في غياب الخداع أو اجراءات الإرهاق.